# Großer Priel
De Großer Priel is met 2 513 m de hoogste berg van het Totes Gebirge in het Traunviertel in Oostenrijk. De relatieve hoogte van de Großer Priel ten opzichte van het Hinterstoder is meer dan 1 900 m, in vergelijking met andere bergen in de omgeving is dat veel. De Großer Priel is een zogeheten ultra-prominente berg wat wil zeggen dat men meer dan 1500 meter (1711 m om extact te zijn) dient te dalen om een berg te bereiken die hoger is dan de Großer Priel.